# Epibiont

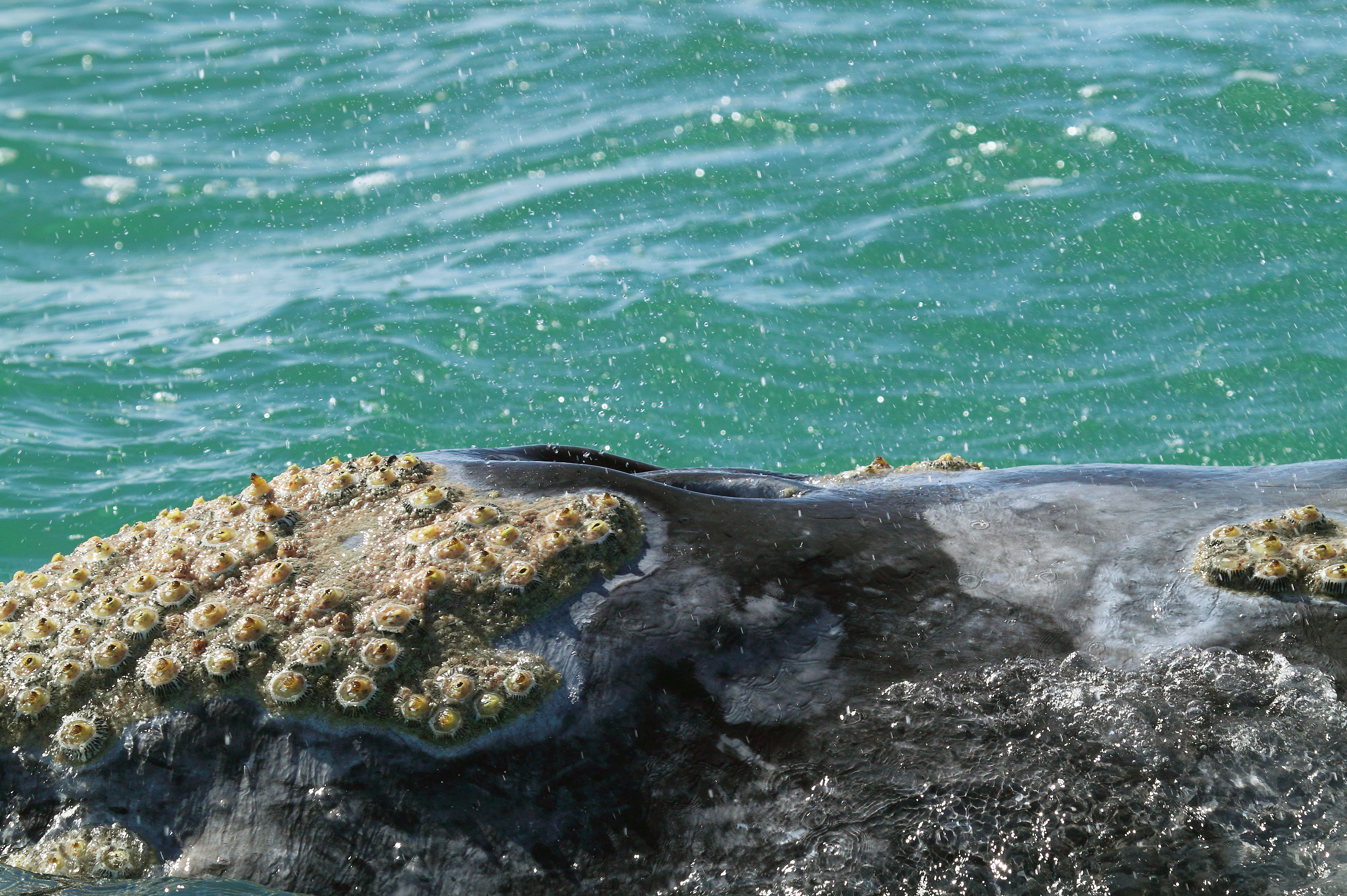
Seepocken auf einem Grauwal

Ein Epibiont (von griechisch: darauf lebend, umgangssprachlich auch „Aufsitzer“ genannt) ist die Bezeichnung für Lebewesen, die auf anderen Organismen leben. Der Meeresbiologe Martin Wahl definierte Epibionten 1989 als ein Lebewesen, welches auf der Oberfläche eines anderen lebenden Organismus lebt und überwiegend in aquatischen Lebensräumen auftritt.
Dabei erfolgt die Besiedelung eines tierischen, oder pflanzlichen, Wirtes entweder direkt auf dessen Körper oder Körperanhängen (wie z. B. Fell), bzw. bei Pflanzen auf Blättern, Stängeln, Rinde oder in den Wurzeln.
Mitunter profitieren beide Partner symbiotisch von dem Zusammenleben, welches aber auch nur für den Epibionten von Vorteil sein kann, während der Wirtsorganismus jedoch Schaden oder Nachteil erleidet (Kommensalismus).

## Unterteilung

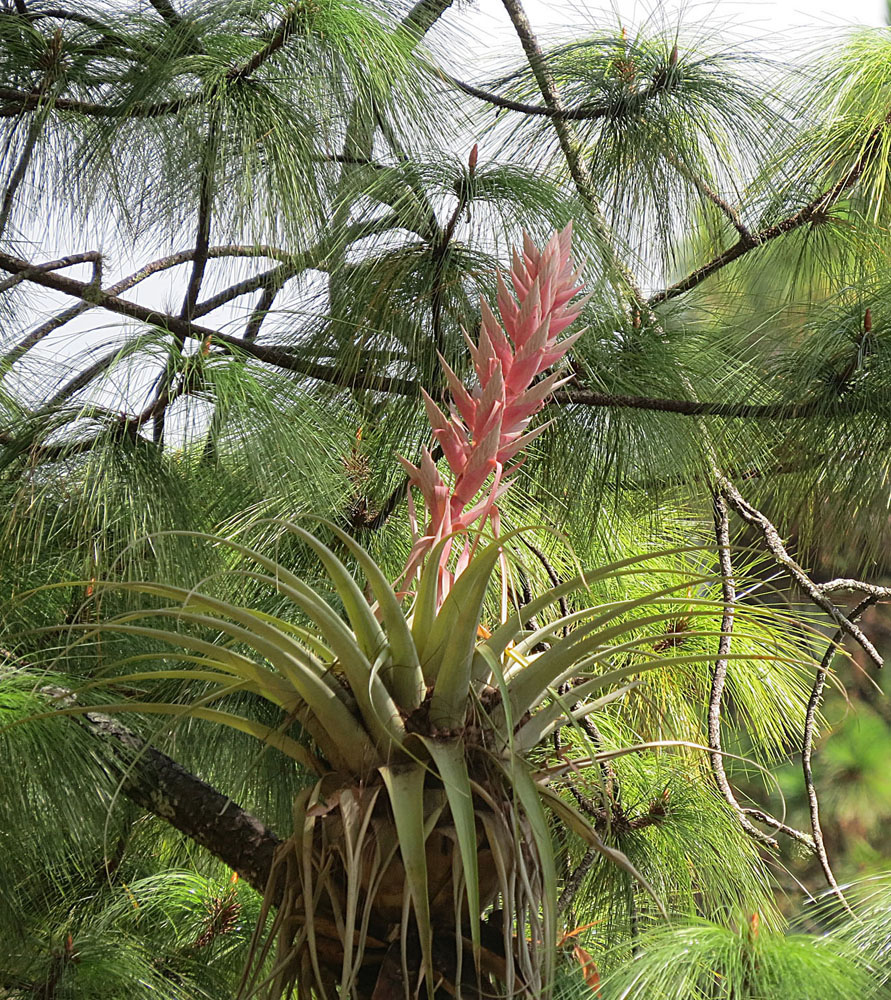
Tillandsien werden auch als Aufsitzerpflanzen bezeichnet

- Epökie: Bei Tieren spricht man von einer epizoischen Lebensweise, wenn sie direkt auf der Oberfläche eines anderen Organismus, in Haut, Haaren oder Federn, leben. Alternativ ist auch die Verankerung auf einem Exoskelett (bei Insekten z. B. auf dem Chitinpanzer) oder dem Gehäuse von Weichtieren, wie Schnecken möglich.[2]
- Pflanzen, die auf anderen Organismen leben, werden als Epiphyten bezeichnet und nutzen ihre Wirte in der Regel nur als Lebensraum, ohne ihnen Nährstoffe zu entziehen.[3]
- Pilze: Epiphytische Pilze verursachen teilweise Pflanzenkrankheiten (wie beispielsweise die Rußfleckenkrankheit[4]).

## Allgemeines
Bei der Besiedelung eines anderen Tieres profitiert der Epibiont davon, dass die Nahrungsbeschaffung und der Transport durch das Wirtstier erleichtert werden. Pflanzliche Epiphyten, wie Bromelien, profitieren dagegen von verbesserten Lichtverhältnissen.
Beim Tod des Wirtstieres wurde im Fall von Wimperntierchen, die kleine Krebse besiedeln, beobachtet, dass diese zu 98 Prozent innerhalb von 30 Minuten das tote Wirtstier verlassen und sich ein Drittel, nach einer kurzen Phase der Immobilität, bereits nach zwei Stunden an einen neuen Wirt gebunden hatte.

## Einige Beispiele

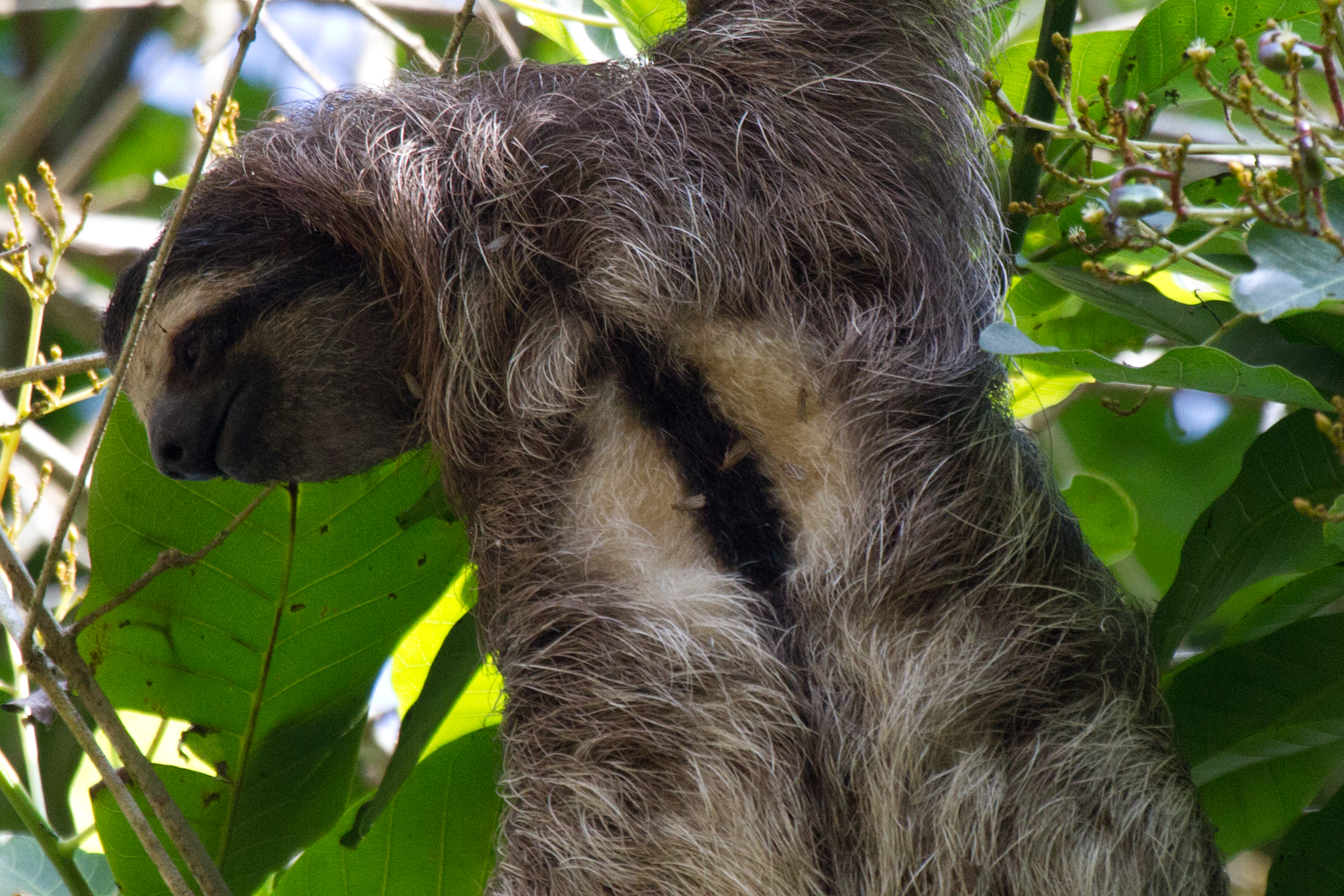
Mitbewohner willkommen; Faultiere leben mit Motten und Algen zusammen

- Seepocken; die sessilen Rankenfußkrebse leben als Filtrierer auf Walen oder Meeresschildkröten, ohne ihrer Wirtstiere zu schädigen. Für kleinere Tiere, einschließlich Meeresschnecken wie die Große Strandschnecke ist ein starker Bewuchs mit Seepocken von Nachteil, da die Beweglichkeit der Schnecken durch das zusätzliche Gewicht erheblich beeinträchtigt werden kann.[6]
- Faultiere sind aktiv an einer Besiedelung durch Algen und Motten (u. a. Cryptoses choloepi aus der Unterfamilie Chrysauginae) interessiert, die etwa 2,5 Prozent ihres Gesamtgewichtes ausmachen. Da hier beide Parteien vom jeweils anderen profitieren, handelt es sich um einen Fall von Mutualismus.[7]
- Wimpertierchen besiedeln gern aquatische Krebstiere. In neun in Deutschland untersuchten Seen wurde bei rund 80 Prozent der Krebsart Diaphanosoma brachyurum eine Besiedelung durch den Helm-Wasserfloh (Daphnia cucullata) festgestellt. Dabei waren weniger als 10 Wasserflöhe pro Krebstier typisch, es wurden jedoch auch bis zu 30 auf einem Wirtstier gefunden.[5]

- Zu den als Epiphyten lebenden Aufsitzerpflanzen gehören sowohl viele Orchideen als auch Bromelien, zu denen die Tillandsien gezählt werden[8]
- Turbinaria ornata sind Braunalgen der Gattung Fucales, die im Südpazifik in der Nähe von Korallenriffen wachsen. Wenn sich auf den Makroalgen pflanzliche Epibionten angesiedelt haben, werden die Algen als Nahrung attraktiver, unter anderem für junge Papageifische, die diese Algen bevorzugt verspeisten.[9]
- Schimmelpilze wie Alternaria spe.[4], Aureobasidium pullulans[4] sowie Mutterkornpilze (Claviceps)